# Stone Mills
Stone Mills es un municipio canadiense situado en la provincia de Ontario.

## Superficie
Stone Mills tiene una superficie de 693,71 km².

## Demografía
En 2021, tenía 7826 habitantes, una densidad poblacional de 11,3 hab./km², y 3436 viviendas.